# Davide Marzi
Davide Marzi, pseudonimo di Davide Bottiglieri (Palermo, 20 marzo 1968), è un doppiatore italiano.

## Biografia
Davide Marzi in giovanissima età lavora per delle radio private. In compagnia della sua famiglia mentre si trovava a Milano decise di andare a lezione da un attore al Teatro Piccolo di Milano.
Dopo degli avvicendamenti con Mediaset, decide di prendersi un anno sabbatico. Torna a Palermo per lavorare nel mondo della musica e della radio.
Poco più tardi viene invitato dal titolare di una radio di Cefalù per fare un programma.
Dopo un provino in compagnia di Pino Locchi, decide di tornare a Palermo perché aveva un contratto RAI.
Successivamente si trasferisce a Roma per frequentare le sale di doppiaggio e fare dei provini.

## Doppiaggio

### Cinema
- Dylan Baker in Thirteen Days
- Bobby Cannavale in Perimetro di paura, Comic Movie
- Emile Levisetti in Bix, Un sogno americano
- Adrien Brody in The Experiment
- Brian Haley in Mars Attacks!
- Rufus Sewell in The Illusionist - L'illusionista
- Anthony Head in Ghost Rider - Spirito di vendetta
- Ron Eldard in Black Hawk Down
- Christian Slater in Sacrifice
- Josh Lucas in The Lincoln Lawyer
- Charlie Sheen in L'infiltrato
- Joseph Fiennes in Spring 1941
- Kevin Rankin in Sotto assedio - White House Down
- Brett Granstaff in Setup
- Mark Strong in Sunshine
- Erik Palladino in The New Daughter
- Héctor Jiménez in Gentlemen Broncos
- Jeffrey Dean Morgan in Jonah Hex
- Bruce Phillips in Il Signore degli Anelli - Il ritorno del re
- Scott Cohen in Please Give
- Neil Jackson in Alexander
- Eric Dane in X-Men - Conflitto finale
- Mads Mikkelsen in Rogue One: A Star Wars Story, Polar
- Neal McDonough in The Guardian - Salvataggio in mare
- Noam Jenkins in Walled In - Murata viva
- Kurt Max Runte in Elektra
- Darren Shahlavi in Pound of Flesh
- Spencer Thatcher-Grey in Lords of London
- Michael Landes in Il fidanzato della mia ragazza
- John Savage in Admissions
- Max Kasch in Right at Your Door
- Peter Ferdinando in Il ribelle - Starred Up
- Douglas Sills in Deuce Bigalow - Puttano in saldo
- Joel Tobeck in The Water Horse - La leggenda degli abissi
- Joe Rogan in Il signore dello zoo
- Art Malik in Diana - La storia segreta di Lady D
- Courtney McLean in Braccato dal destino
- Joe Morton in La linea
- Jake Busey in Nemico pubblico
- David Wall in Noelle
- Judson Mills in Rosewood Lane
- Michael Papajohn in Spider-Man
- Daniel Peacock in Robin Hood - principe dei ladri
- Anthony Michael Hall in Il Cavaliere Oscuro
- James Lesure in The Ring 2
- James Franco in L'amore non va in vacanza
- Frank Schorpion in Doppia ipotesi per un delitto
- Vladimir Mashkoff in Dancing at the Blue Iguana
- Sean Patrick Thomas in Il coraggio della verità
- Jack Plotnick in Abbasso l'amore
- Eric Loren in Until Death
- Lance Kinsey in Palle in canna
- Scott Glenn in Il massacro degli innocenti
- Michael Goorjan in Broken
- Benno Fürmann in Mutant Chronicles
- Dick Shikmus in Dead Pet - La vita è breve
- Rob Lowe in Agguato nell'Egeo
- Scott Bakula in L'ultimo sogno
- Tibor Feldman in Il diavolo veste Prada
- Paul Schulze in Mimic 2
- Matt McColm in Matrix Reloaded
- Thomas Lennon in Out Cold
- Tyrees Burnett in Drumline - Tieni il tempo della sfida
- George Mangos in Holy Smoke - Fuoco sacro
- Louis Bertignac in Highlander 3
- Paul Sampson in Final Move
- Willem Dafoe in The Loveless
- Peter Appel in Léon
- Guillermo Dìaz in Freeway No Exit
- David Boreanaz in Il corvo - Preghiera maledetta
- Peter Sa'ena Brown in L'altro lato del paradiso
- Brian Wimmer in La calda notte dell'assassino
- Sal Landi in Killer per caso
- Alejandro Goic in Affetti & dispetti
- Ismael Martìnez in Carmen
- Moritz Bleibtreu in Female Agents
- Stéphane Freiss in Chouans
- Charles Berling in Ore d'estate
- Simon Abkarian in Il padre
- Srđan Todorović in Rat uzivo
- Shido Nakamura in Lettere da Iwo Jima
- Kai Shishido in Thermae Romae
- Karim Capuano in Il latitante
- Howard Ross in Vacanze di Natale '95
- Raz Degan in Special Forces - Liberate l'ostaggio
- Stephen Hudson in Un'ottima annata - A Good Year
- Laurence Breuls in Ghost Rider
- R. D. Robb in A Christmas Story Christmas
- Kyle Dunnigan in Unfrosted - Storia di uno snack americano
- Colin Salmon in Io sono nessuno 2

### Film d'animazione
- Chris in Lupin e le profezie di Nostradamus (primo doppiaggio)
- Narratore in Dragon Ball - Il cammino dell'eroe, Film di Dragon Ball
- Alakim in Aladdin e il re dei ladri
- Soldato in Spirit - Cavallo selvaggio
- Shigeru Aoba in Neon Genesis Evangelion: Death & Rebirth, Neon Genesis Evangelion: The End of Evangelion
- Suppaman nei film di Dr. Slump e Arale
- Branchia in The Reef - Amici per le pinne
- Carlino in Space Dogs
- Felipe in Rio 2 - Missione Amazzonia
- Brad in Lupin III - Episodio: 0
- Jay-Z in Piece by Piece

### Serie televisive
- Kerem Alışık in Terra amara, Endless Love
- Goran Višnjić in Extant
- Jimmy Smits in West Wing - Tutti gli uomini del Presidente
- Brennan Brown in Person of Interest
- Shawn Christian in Summerland
- Guy Ecker in Las Vegas
- Michael Whaley in Profiler - Intuizioni mortali
- Nick Kokotakis in Due poliziotti a Palm Beach
- Richard Biggs in Da un giorno all'altro
- Vincent Piazza in Boardwalk Empire - L'impero del crimine
- Neal McDonough in Suits
- Mike Dopud in Stargate Universe
- Nelson Vasquez in OZ
- Dan White in Barbershop
- Don Michael Paul in Models Inc.
- Tom Wright in Pericolo estremo
- Roman Podhora in Blue Murder
- Michael O'Keefe in Pappa e ciccia
- Kevin Rahm in Jesse
- Andrew Tarbet in Il famoso Jett Jackson
- Johnny Harris in Whitechapel
- Grégori Derangére in Murder Party
- Heio von Stetten in Deadline: squadra anticrimine
- Wilfried Hochholdinger in Il principe e la fanciulla
- Patrick Fabian in Better Call Saul (ep. 6x05-6x06)
- Yossi Marshak in Losing Alice

### Cartoni animati
- Otto Disc (1ª e 3ª voce, st.1-7, 10-12), Julius Hibbert (1ª voce, st 1-7), Willie (st. 16+) e Raphael (st.17) ne I Simpson
- Membro oscuro, Tim Gunn e Leo Wong (ep. 4x09) in Futurama[2]
- Sparky in Due fantagenitori
- Boris (Papà) in Caillou
- Thanos in Avengers Assemble
- Bruticus in Transformers Energon
- Vector Prime in Transformers Cybertron
- Aggregor in Ben 10: Ultimate Alien
- Vince in Santo Bugito
- Sindaco Jones in Scooby-Doo! Mystery Incorporated
- Preside Brown in Lo straordinario mondo di Gumball
- Pale Bayleaf in Sonic X
- Keysaten in Virus Attack
- Papà in 5 gemelli diversi
- Kaichin in Giant Robot - Il giorno in cui la Terra si fermò

### Programmi televisivi
- Ant Anstead in Affari a quattro ruote, Ant: missione Alfa 158
- Mike Wolfe in A caccia di tesori

### Documentari e docu-serie
- Richard Burton in Elizabeth Taylor: L'ultima diva

### Videogiochi
- Serg. Harold Keegan in F.E.A.R. 2: Project Origin (2009)[3]
- Ryder in Knack (2013),[4] Knack II (2017)[5]
- Rhulk in Destiny 2 (2017)[6]
- Gorilla Grodd in LEGO DC Super-Villains (2018)[7]
- Grouse in Borderlands 3 (2019)[8]
- Clifford Unger (Mads Mikkelsen) in Death Stranding (2019)[9]
- Saul Bright in Cyberpunk 2077 (2020)[10]
- Vezreh in Horizon Forbidden West (2022)[11]
- Don Bernardo Torrisi in Mafia: Terra Madre (2025) [12]